# Mäeküla (Türi)
Mäeküla – wieś w Estonii, w prowincji Järva, w gminie Türi.